# Sweet Baboo
Sweet Baboo, vlastním jménem Stephen Black, je velšský hudebník – multiinstrumentalista, hrající mimo jiné na kytaru, baskytaru, saxofon a klarinet. Jeho prvním nástrojem byl klarinet, na kterém po vzoru otce začal hrát v jedenácti letech. Narodil se na severu Walesu, odkud se později přestěhoval do Cardiffu. Své první album nazvané The Mighty Baboo vydal v roce 2008. Jeho třetí deska  I'm a Dancer / Songs About Sleepin' (2011) byla nominována na cenu Welsh Music Prize. Na stejné ocenění byla později nominována i jeho alba Ships (2013) a Wild Imagination (2017). Během své kariéry spolupracoval s mnoha dalšími hudebníky, mezi něž patří například Euros Childs, Cate Le Bon a Aldous Harding.

## Diskografie

### Sólová
- The Mighty Baboo (2008)
- Hello Wave (2009)
- I'm a Dancer / Songs about Sleeping (2011)
- Ships (2013)
- The Boombox Ballads (2015)
- Wild Imagination (2017)
- The Vending Machine Project (2018)
- The Wreckage (2023)

### Ostatní
| Rok  | Název                                                                    | Interpret                         | Příspěvek                                              |
| ---- | ------------------------------------------------------------------------ | --------------------------------- | ------------------------------------------------------ |
| 2006 | El Goodo                                                                 | El Goodo                          | klarinet                                               |
| 2008 | Cheer Gone                                                               | Euros Childs                      | baskytara, kytara, doprovodné vokály                   |
| 2009 | Son of Euro Child                                                        | Euros Childs                      | kytara, saxofon, klarinet, tleskání, nahrávání, mixing |
| 2009 | Me Oh My                                                                 | Cate Le Bon                       | baskytara                                              |
| 2010 | Face Dripping                                                            | Euros Childs                      | zpěv, nahrávání, mixing                                |
| 2010 | Slow Hearts                                                              | Joshua Caole                      | baskytara                                              |
| 2010 | We Went Riding                                                           | Richard James                     | klarinet                                               |
| 2012 | Cyrk                                                                     | Cate Le Bon                       |                                                        |
| 2012 | Summer Special                                                           | Euros Childs                      | kytara, aranžmá                                        |
| 2012 | First Cousins                                                            | Cousins                           | kytara, tleskání, nahrávání, mixing                    |
| 2012 | Live 2007                                                                | Euros Childs                      | baskytara, kytara, klávesy, doprovodné vokály          |
| 2012 | A Man Possessed                                                          | Christiaan Webb                   | saxofon, klarinet                                      |
| 2013 | Situation Comedy                                                         | Euros Childs                      | saxofon, klarinet, baskytara                           |
| 2013 | Mug Museum                                                               | Cate Le Bon                       | baskytara, klarinet                                    |
| 2013 | At the Dance                                                             | Short & Curlies                   | klarinet, baskytara, klávesy                           |
| 2014 | Breakfast                                                                | Teleman                           | saxofon                                                |
| 2014 | Complete Surrender                                                       | Slow Club                         | baskytara, kytara, doprovodné vokály                   |
| 2015 | One Offs                                                                 | Mowbird                           | zpěv                                                   |
| 2015 | Wasting Away and Wondering                                               | The School                        | saxofon                                                |
| 2016 | 2013                                                                     | Meilyr Jones                      | baskytara                                              |
| 2016 | Refresh!                                                                 | Euros Childs                      | nahrávání, mixing                                      |
| 2016 | Crab Day                                                                 | Cate Le Bon                       | baskytara, saxofon, klarinet                           |
| 2017 | House Arrest                                                             | Euros Childs                      | nahrávání, mixing                                      |
| 2017 | Rock Pool                                                                | Cate Le Bon                       | baskytara                                              |
| 2017 | Live                                                                     | Banana                            | saxofon, klarinet                                      |
| 2018 | Clarinet & Piano: Selected Works, Vol. 1                                 | Group Listening                   | klarinet                                               |
| 2018 | Hippo Lite                                                               | Drinks                            | nahrávání                                              |
| 2018 | Babelsberg                                                               | Gruff Rhys                        | baskytara                                              |
| 2018 | Olion                                                                    | Euros Childs                      | kytara, nahrávání, mixing                              |
| 2019 | Reward                                                                   | Cate Le Bon                       | baskytara, saxofon, klarinet                           |
| 2019 | Wilco Covered                                                            | různí                             | baskytara                                              |
| 2010 | Unreleased Works 2007–2013                                               | Richard James                     | klarinet                                               |
| 2019 | Songs for Singers                                                        | Charlie Francis                   | zpěv                                                   |
| 2019 | Designer                                                                 | Aldous Harding                    | klarinet, saxofon, flétna                              |
| 2019 | Gingerbread House Explosion                                              | Euros Childs                      | baskytara, saxofon, klarinet, kytara, nahrávání        |
| 2019 | Myths 004                                                                | Cate Le Bon a Bradford Cox        |                                                        |
| 2020 | Zombie                                                                   | El Goodo                          | klarinet, saxofon, flétna                              |
| 2020 | Kitty Dear                                                               | Euros Childs                      | nahrávání, mixing                                      |
| 2021 | (Don't) Welcome the Plague as a Blessing / The Babelsberg Basement Files | Gruff Rhys                        | baskytara, kytara                                      |
| 2021 | The Obvious I                                                            | Ed Dowie                          | klarinet                                               |
| 2021 | Boy from Michigan                                                        | John Grant                        | saxofon, klarinet                                      |
| 2021 | Seeking New Gods                                                         | Gruff Rhys                        | baskytara, aranžmá                                     |
| 2021 | Blaming It All on Love                                                   | Euros Childs                      | nahrávání, mixing                                      |
| 2021 | Endless Arcade                                                           | Teenage Fanclub                   | nahrávání                                              |
| 2022 | Clarinet & Piano: Selected Works, Vol. 2                                 | Group Listening                   | klarinet, saxofon                                      |
| 2022 | Pompeii                                                                  | Cate Le Bon                       | saxofon, klarinet                                      |
| 2022 | Curries                                                                  | Euros Childs                      | nahrávání, mixing                                      |
| 2023 | Milk for Flowers                                                         | H. Hawkline                       | saxofon, klarinet                                      |
| 2023 | Thrips                                                                   | Euros Childs                      | mixing                                                 |
| 2023 | Nothing Lasts Forever                                                    | Teenage Fanclub                   | saxofon, klarinet                                      |
| 2024 | Beehive Beach                                                            | Euros Childs                      |                                                        |
| 2024 | You're a Lighthouse, I'm at Sea                                          | Spencer Segelov a Great Paintings | saxofon                                                |
| 2024 | Dosbarth Nos                                                             | Ynys                              | saxofon                                                |